# Danae curvicrus
Danae curvicrus is een keversoort uit de familie zwamkevers (Endomychidae). De wetenschappelijke naam van de soort werd in 1953 gepubliceerd door Strohecker.